# Prosopis campestris
Prosopis campestris är en ärtväxtart som beskrevs av August Heinrich Rudolf Grisebach. Prosopis campestris ingår i släktet Prosopis och familjen ärtväxter. Inga underarter finns listade i Catalogue of Life.